# El Permanyer
El Permanyer és un edifici de Sant Bartomeu del Grau (Osona) inclòs a l'Inventari del Patrimoni Arquitectònic de Catalunya.

## Descripció
Es tracta d'un edifici de planta rectangular, dos pisos i coberta amb teulada a doble vessant lateral amb relació a la façana principal. Els murs són fets de pedres irregulars i poc morter amb pedres cantoneres ben tallades en la conjunció de murs.
La casa està envoltada d'edificis annexos que es fan servir de corts.